# Decade (album fripSide)
Decade – album studyjny japońskiego zespołu fripSide wydany 5 grudnia 2012 nakładem wytwórni Geneon Universal.
Jest to drugi album wydany w drugiej fazie zapoczątkowanej w 2009 i siódmy w całej aktywności zespołu.
Decade jest albumem wydanym z okazji 10-lecia zespołu – w utworze o tej samej nazwie gościnnie wystąpiła wokalistka nao, która odeszła z zespołu w marcu 2009.
Premiera albumu pierwotnie planowana była na 24 października 2012, jednak z powodu błędu znalezionego w głównym źródle dźwięku podczas koncertu „GENEON fripSide FESTIVAL”, została ona przełożona na 5 grudnia.

## Lista utworów
| Nr | Tytuł                                 | Długość | Uwagi                                                                                |
| -- | ------------------------------------- | ------- | ------------------------------------------------------------------------------------ |
| 1  | Decade                                | 7:10    | Utwór z gościnnym występem nao – byłej wokalistki zespołu fripSide                   |
| 2  | way to answer                         | 4:45    | Utwór z openingu gry Toaru kagaku no railgun i z singla way to answer                |
| 3  | fortissimo -the ultimate crisis-      | 4:56    |                                                                                      |
| 4  | come to mind (version3)               | 5:40    |                                                                                      |
| 5  | Heaven is a Place on Earth            | 5:16    | Muzyka przewodnia filmu Hayate no gotoku!; utwór z singla Heaven is a Place on Earth |
| 6  | fortissimo -from insanity affection-  | 5:00    |                                                                                      |
| 7  | grievous distance                     | 4:49    |                                                                                      |
| 8  | whitebird                             | 6:51    |                                                                                      |
| 9  | a silent voice                        | 6:21    |                                                                                      |
| 10 | message (version2)                    | 5:32    |                                                                                      |
| 11 | re:ceptivity                          | 4:59    |                                                                                      |
| 12 | infinite orbit                        | 4:45    |                                                                                      |
| 13 | endless memory 〜refrain as Da Capo〜 | 5:58    | Utwór z openingu gry D.C.III DASH ～Da Capo III～ Ver.1.35                           |